# Славовиця (Плевенська область)
Сла́вовиця (болг. Славовица) — село в Плевенській області Болгарії. Входить до складу общини Долішня Митрополія.

## Населення
За даними перепису населення 2011 року у селі проживали 526 осіб, усі — болгари.
Розподіл населення за віком у 2011 році:
Динаміка населення: